# Me'Lisa Barber
Me'Lisa Barber, ameriška atletinja, * 4. oktober 1980, Livingston, New Jersey, ZDA.
Ni nastopila na poletnih olimpijskih igrah. Na svetovnih prvenstvih je osvojila naslova prvakinje v letih 2003 v štafeti 4x400 m in 2005 v štafeti 4x100 m, na svetovnih dvoranskih prvenstvih naslov prvakinje v teku na 60 m leta 2006, na panameriških igrah pa zlato medaljo v štafeti 4x400 m leta 2003.